# Touka Ramadan Koré
Touka Ramadan Koré est un général tchadien, chef d’État-major de l'Armée de terre tchadienne.

## Carrière militaire
En tant que chef d'État-major de l'Armée de terre tchadienne, le général Touka Ramadan Koré s'est notamment illustré au cours de la bataille d'Am Zoer, qui eut lieu du 17 au 18 juin 2008 à Am Zoer, durant la guerre civile tchadienne, à l'occasion de laquelle l'Armée nationale tchadienne a remporté une « victoire décisive » sur la rébellion armée dans l'est du pays,,,.